# 正弦定理
正弦定理（せいげんていり、英:law of sines）とは三角形の内角の正弦（サイン）とその対辺の長さの関係を示したものである。正弦法則ともいう。多くの場合、平面三角法における定理を指すが、球面三角法などでも類似の定理が知られており、同じように正弦定理と呼ばれている。

## 概要
△ABC において、BC = a, CA = b, AB = c, 外接円の半径を R とすると、
{\displaystyle {\frac {a}{\sin A}}={\frac {b}{\sin B}}={\frac {c}{\sin C}}=2R}
が成り立つという定理である。正弦定理は、二つの角と一辺が既知である場合に、三角形の残りの辺を求めるために利用される。この手法は、三角測量として知られている。また二つの辺と、これらに挟まれない一角が既知である場合にも適用可能である。ただし、この条件では三角形が一意に定まらない場合があり、この場合、挟まれた角に対して二つの異なる値が得られることがある。
また、正弦定理は、一定の曲率をもつ曲面上において高次元へと一般化することが可能である。

## 証明
以下の証明では角度は弧度法で表している。なお π = 180°である。

### 0 <A<π/2のとき
直径 BD を取る。
円周角の定理より A = D である。
△BDC において、BD は直径だから、
{\displaystyle {\text{BD}}=2R,\angle {\text{BCD}}={\frac {\pi }{2}}}
である。よって、正弦の定義より、
{\displaystyle \sin D={\frac {a}{2R}}}
である。ゆえに
{\displaystyle \sin A=\sin D={\frac {a}{2R}}}
変形すると
{\displaystyle {\frac {a}{\sin A}}=2R}
が得られる。B, C についても同様に示される。

### A=π/2のとき
BC = a = 2R であり、
{\displaystyle \sin A=\sin {\frac {\pi }{2}}=1}
であるから、
{\displaystyle {\frac {a}{\sin A}}=2R}
は成り立つ。

### π/2<A<πのとき
直径 BD を取る。
円に内接する四角形の性質から、
{\displaystyle D=\pi -A}
である。つまり、
{\displaystyle \sin A=\sin D}
となる。
BD は直径だから、
{\displaystyle {\text{BD}}=2R,\angle {\text{BCD}}={\frac {\pi }{2}}}
である。よって、正弦の定義より、
{\displaystyle \sin A=\sin D={\frac {a}{2R}}}
である。変形すると
{\displaystyle {\frac {a}{\sin A}}=2R}
が得られる。B, C についても同様に示される。
以上より正弦定理が成り立つ。
また、逆に正弦定理を仮定すると、「円周角の定理」、「内接四角形の定理」（円に内接する四角形の対角の和は 180°であるという定理）を導くことができる。

## 球面三角法における正弦定理
球面上の三角形 ABC において、弧 BC, CA, AB の長さを球の半径で割ったものをそれぞれ a, b, c とすると、
{\displaystyle {\frac {\sin a}{\sin A}}={\frac {\sin b}{\sin B}}={\frac {\sin c}{\sin C}}}
が成り立つ。これを球面三角法における正弦定理と呼ぶ。

## 歴史
正弦定理と同等の法則として、「三角形の辺の長さは、その対角の二倍の弦に比例する」という関係が知られており、この法則は2世紀のヘレニズム時代の天文学者プトレマイオスによって認識され、アルマゲストの中で時折使用されている。
7世紀のインドの数学者ブラフマグプタの天文学および三角法に関する著作にも、正弦定理に関連する記述が見られる。彼の著書ブラーマ・スプタ・シッダーンタにおいて、三角形の外接円の半径を、底辺でない2辺の積を高さの2倍で割ったものとして表現している。正弦定理は、この高さをそれぞれの底角の正弦と、対辺でも底辺でもない辺の積として表現し、両者を等式として扱うことで導出できる。また、より現代の正弦定理に近い形の式は、ブラフマグプタのカンダカディヤカにも見られ、そこでは周転円に基づいて地球と惑星との距離を求める方法として用いられている。しかし、ブラフマグプタ自身は正弦定理を独立した定理として扱ったり、体系的に三角形の解法に用いたりはしなかった。